# Ronde pévéloise 2010
La 1re édition de la Ronde pévéloise a eu lieu le 11 juillet 2010. La course fait partie du calendrier UCI Europe Tour 2010 en catégorie 1.2. La course est remportée par Frank Dressler-Lehnhof (Continental Differdange) qui effectue le parcours en 4 h 27 min 45 s, immédiatement suivi par son coéquipier Robert Retschke, puis quinze secondes plus tard par Jack Anderson (Sprocket).

## Classement
| Classement général | Classement général     | Classement général | Classement général      | Classement général |
|                    | Coureur                | Pays               | Équipe                  | Temps              |
| ------------------ | ---------------------- | ------------------ | ----------------------- | ------------------ |
| 1er                | Frank Dressler-Lehnhof | Allemagne          | Continental Differdange | en 4 h 27 min 45 s |
| 2e                 | Robert Retschke        | Allemagne          | Continental Differdange | m.t                |
| 3e                 | Jack Anderson          | Australie          | Sprocket                | + 15 s             |
| 4e                 | Huub Duyn              | Pays-Bas           | NetApp                  | + 58 s             |
| 5e                 | Anthony Colin          | France             | ESEG Douai              | m.t                |
| 6e                 | Vytautas Kaupas        | Lituanie           | Continental Differdange | + 1 min 13 s       |
| 7e                 | Dimitri Claeys         | Belgique           | NetApp                  | m.t                |
| 8e                 | Luc Hagenaars          | Pays-Bas           | Kuota-Indeland          | + 1 min 31 s       |
| 9e                 | Denis Flahaut          | France             | ISD Continental         | + 1 min 37 s       |
| 10e                | Tobyn Horton           | Royaume-Uni        | Sprocket                | m.t                |
| modifier           |                        |                    |                         |                    |